# Novembre Elèctric
Novembre Elèctric es un grupo musical español, formado por el compositor valenciano Yeray Calvo, junto con los madrileños Rodrigo Domínguez y Sergio León.
Su primer trabajo discográfico, Intacte, nació en febrero de 2014, y entre sus referentes figuran nombres internacionales como Bon Iver o Sigur Rós. Sus diez temas están mayoritariamente escritos en valenciano, aunque dos de ellos, de un proyecto anterior, están compuestos en castellano.  El álbum obtuvo el Premio Ovidi 2014 al Mejor Disco de Pop.  La edición y distribución de este disco se hizo bajo el sello Mésdemil, aunque la financiación del proyecto se realizó mediante micromecenazgo.
En mayo de 2016 presentan su segundo disco, Tremole, con textos del poeta Hèctor Serra.  Serán catorce canciones basadas en su primer poemario, Trèmolo, y está editado también bajo el mismo sello de su anterior trabajo.
Con su tercer álbum, Quart minvant, lanzado en 2018, el grupo adopta un nuevo formato de banda musical, con las incorporaciones en el estudio de Jesús Avello (guitarra eléctrica, acordeón, banjo, coros) y Pachi García (guitarra acústica, eléctrica, sintetizadores, bajo, batería, coros), además de Bert Posada (guitarra eléctrica) y Adrián Díaz (bajo) en los directos.  La banda cambia de sello, incorporándose al catálogo de Primavera d'Hivern. La música y los arreglos del disco se fusionan de la mano de los miembros de la banda, con la colaboración de Pachi García, que lleva a cabo las labores de producción, mezclador y máster. Grabado en los estudios Alisrecord en diciembre de 2017, este trabajo es galardonado como mejor disco de pop en los Premios Ovidi 2018.  En la primera edición de los Premios Carles Santos de la Música Valenciana, el grupo también recibió los premios al mejor disco pop y al mejor diseño, por la labor realizada por Noemí Larred para el disco. 
En 2020 lanzan en Internet un EP en directo bajo el título Lluna nova (Directe a Malamute),que apareció en Youtube, donde tocaban una selección de temas de sus anteriores trabajos como Roses, Mai per sempre y L'esquerda (contando con la colaboración de Àlex Blat del grupo Tardor), además de otros poemas de Héctor Serra cantados como Conjur / Trèmolo / Rèplica y Cant a Aldaia.

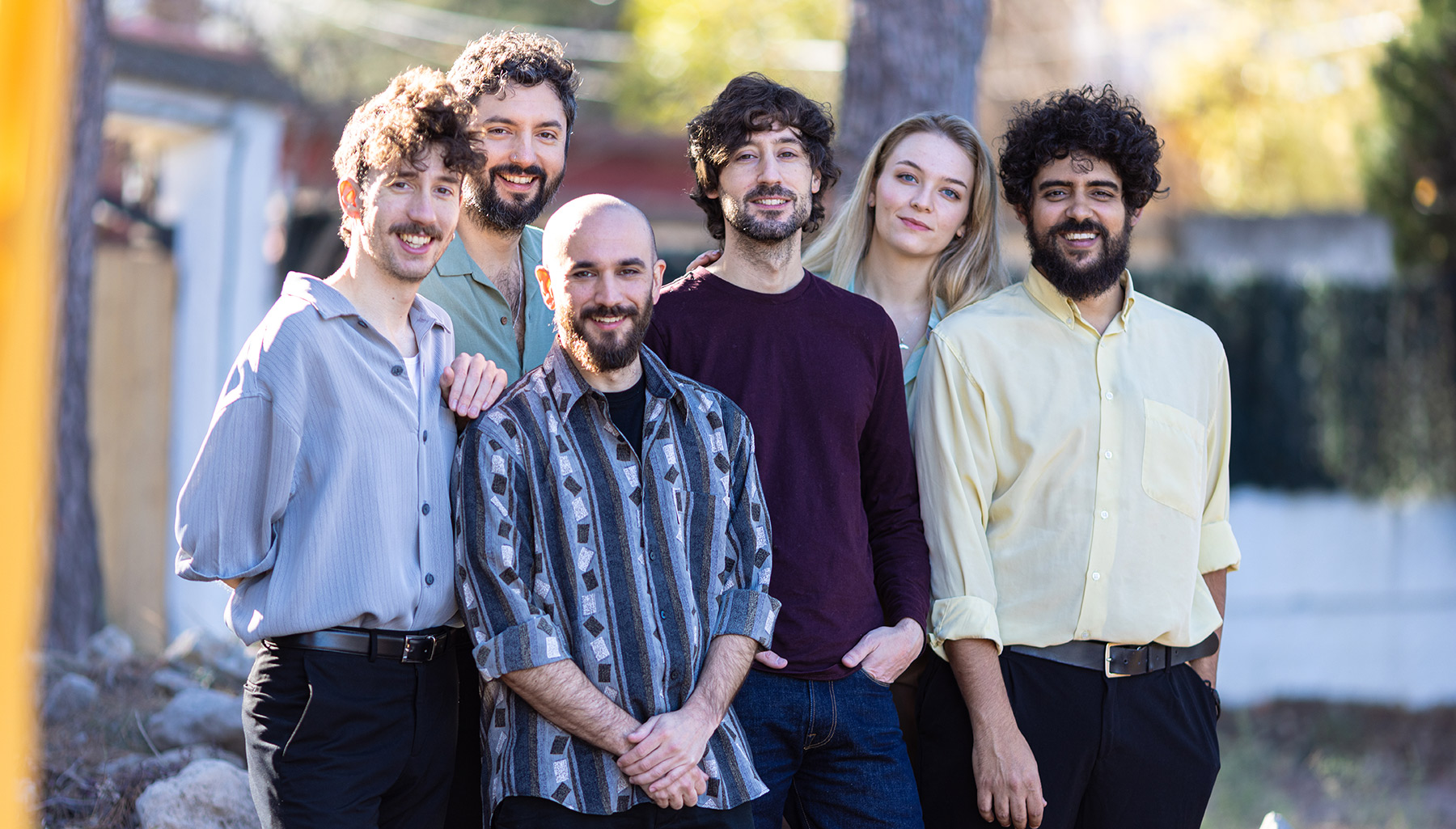
Novembre Elèctric

En 2022 sale a la luz su cuarto álbum de estudio, Memento, repitiendo con el sello Primavera d'Hivern que edita y distribuye el disco. Nueve temas grabados, mezclados y masterizados en Alisrecord, Baeza, entre enero de 2020 y octubre de 2021. Producido por Pachi García 'Alis' (teclados, programaciones, guitarra eléctrica y acústica), éste también colabora junto con el resto de los miembros del grupo en los arreglos musicales sobre las letras de Yeray Calvo (voz, guitarra acústica y eléctrica). Repiten los miembros de la formación de estudio de la banda: Rodrigo Domínguez (teclados, guitarra acústica y coros), Sergio León (batería y coros), Bert Posada (guitarra eléctrica y coros) y Adrián Diaz-Caneja (bajo y coros), incorporando también la voz de Diana Erenas. El diseño del libreto vuelve a ser obra de Noemi Larred.
A principios de 2024, se oficializan dos nuevas incorporaciones a la banda. Por un lado, el productor valenciano Tono Hurtado, ganador del Premio a la Mejor producción del año, Mejor Canción y Mejor grupo Revelación de los Premios Ovidi Montllor 2023, así como Artista revelación de los Carlos Santos del Institut Valencià de Cultura, con su trabajo para la artista valenciana La María. Por otro, la requenense Elena Játiva, artista emergente del panorama cultural valenciano, cuya voz y sensibilidad pueden apreciarse en sus composiciones, en las que comparte reflexiones sobre la existencia, el dolor y el amor con canciones pertenecientes a su primer álbum La insoportable intensidad del ser y su último trabajo Los Ecos.

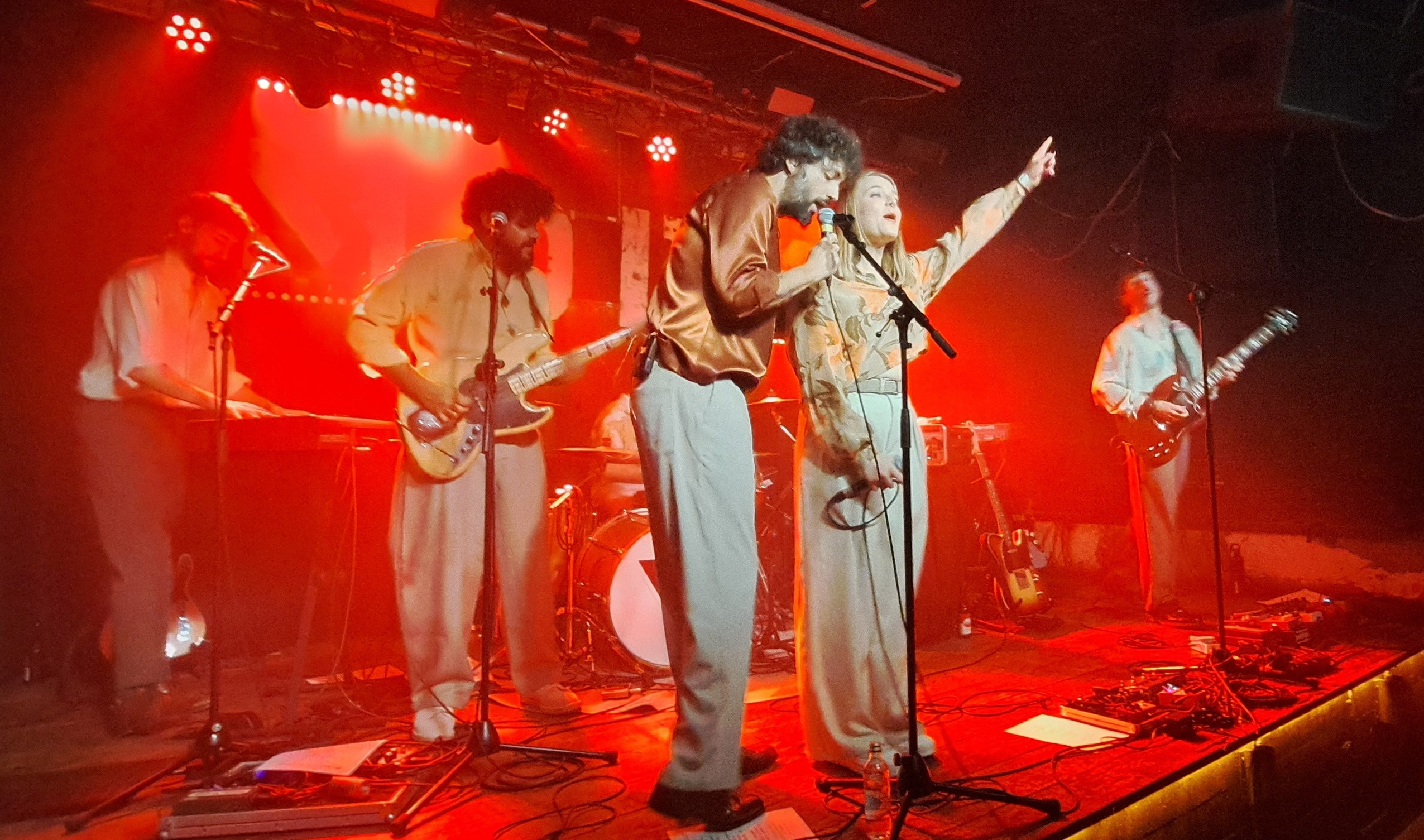
La banda Novembre Elèctric sobre el escenario de uno de sus conciertos celebrado en la sala Moby Dick de Madrid, el 22 de febrero de 2025.

A finales de 2024, celebrando sus diez años de andadura musical, anuncian la llegada de su quinto álbum de estudio, Tarongers (deu anys en un dia), producido por Tono Hurtado en Estudio Malamute y distribuido por Primavera d'Hivern. La banda adelanta un puñado de temas que van apareciendo en su página web y sus canales de redes sociales a lo largo de los meses de diciembre y enero; tales como Et devia un regueton con Àrtur de La Fúmiga, Ulls de turista con Carles Caselles, Puzzle, Star Wars con Pau Alabajos y Tot anirà bé. El 24 de enero, aparecen con un directo para televisión en Los conciertos de Radio 3  en RTVE Play y a los pocos días presentan el disco completo en formato digital y como adelanto sólo para los mecenas del proyecto, que participan de un crowdfunding. Es entonces cuando revelan también su nuevo tema En modo bucle, en colaboración con la banda La Habitación Roja, en Spotify. Finalmente, confirman fechas para una serie de conciertos de presentación del nuevo disco en Barcelona, Valencia y Madrid, durante el invierno, y el 7 de febrero de 2025 publican Tarongers en plataformas digitales y en formato físico digipak.

## Discografía
- Intacte[15] (Mésdemil, 2014)
  - 01 Roses 3:53
  - 02 La Flama 4:01
  - 03 Atzucac 4:24
  - 04 Desembre 4:03
  - 05 Del Vent 3:42
  - 06 Mai per sempre 4:04
  - 07 Ruinas 3:30
  - 08 Estrella fugaz 4:22
  - 09 Supernova 1006 2:50
  - 10 Intacte 6:13
- Tremole[16] (Mésdemil, 2016)
  - 01 Trèmolo 2:13
  - 02 Rellotge 2:16
  - 03 Cal·lígraf 2:00
  - 04 Habitacle III (Encomi del progrés) 3:10
  - 05 Mediterrània 3:53
  - 06 Secret 2:43
  - 07 Oceànica 1:58
  - 08 Capvespre 0:40
  - 09 Gènesi de la llum 2:10
  - 10 Crisi de valors 1:04
  - 11 Traces 1:46
  - 12 La vida es pot comprendre cap enrere però cal viure-la cap endavant 0:47
  - 13 Sistema de coordenades Europa XX 3:25
  - 14 Avinguda Ovidi Montllor 2:33
- Quart Minvant[17] (Primavera d'Hivern, 2018)
  - 01 Abismes 3:19
  - 02 Les conseqüències 4:14
  - 03 Beneïda innocència 4:46
  - 04 Fissures (La bona sort) 3:24
  - 05 Aquells xiquets 3:52
  - 06 La llum 3:20
  - 07 L'esquerda 5:09
  - 08 Tot i res 3:26
  - 09 Fosc[cor] 3:49
  - 10 Polaroids 5:32
- Lluna nova (Directe a Malamute)[18] (Primavera d'Hivern, 2020; EP)
  - 01 Conjur / Trèmolo / Rèplica 4:42
  - 02 Roses 4:03
  - 03 Mai per sempre 4:42
  - 04 L'esquerda 5:37
  - 05 Cant a Aldaia 5:10
- Memento[19] (Primavera d'Hivern, 2022)
  - 01 La sed 4:31
  - 02 El funeral 3:25
  - 03 Valents 4:00
  - 04 Ewa 3:58
  - 05 Boira 4:02
  - 06 Alud 3:36
  - 07 Dent de Lleó 1:08
  - 08 La Ciència i la Fe 3:52
  - 09 Memento 4:31
- Tarongers (deu anys en un dia)[20] (Primavera d'Hivern, 2025)
  - 01 Et devia un regueton 3:08
  - 02 Ulls de turista 3:27
  - 03 Star Wars 3:07
  - 04 En modo bucle 3:34
  - 05 Puzzle 2:26
  - 06 IA Fary Song 3:05
  - 07 Un incendi 3:26
  - 08 Nadie al volante jeje 3:26
  - 09 Tot anirà bé 3:51
  - 10 222 2:21
  - 11 La sed (Queda prohibido) 4:45
  - 12 Boira 4:22
  - 13 Reina la sed 4:03